# 2023年世界陸上競技選手権大会バミューダ選手団
2023年世界陸上競技選手権大会バミューダ選手団は、2023年8月19日から8月27日までハンガリーのブダペストで開催された第19回世界陸上競技選手権大会のバミューダ選手団。

## 選手団
- 人員: 選手 1人

## 選手名簿・結果
| 選手                       | 種目       | 予選     | 予選     | 決勝     | 決勝     |
| 選手                       | 種目       | 結果     | 順位     | 結果     | 順位     |
| -------------------------- | ---------- | -------- | -------- | -------- | -------- |
| ジャー＝ナイ・ペリンシェフ | 男子三段跳 | 記録なし | 記録なし | 予選敗退 | 予選敗退 |